# Реакция избегания
Реакция избегания или избегающее поведение — механизм, с помощью которого животные избегают потенциальных хищников. Часто бегство, как реакция животного является проявлением инстинктивного защитного механизма, хотя есть свидетельства того, что реакции бегства могут быть усвоены под влиянием опыта.
Классическая реакция избегания имеет следующие этапы: обнаружение угрозы, начало побега, осуществление побега и прекращение или завершение побега. Обнаружение угрозы уведомляет животное о потенциальном хищнике или ином опасном стимуле, который провоцирует начало побега посредством нервных рефлексов или более скоординированных когнитивных процессов. Выполнение побега относится к движению или серии движений, которые скроют животное от угрозы или позволят ему убежать. Как только животному удаётся скрыться от хищника или угрозы, реакция побега прекращается. После завершения побега животное может интегрировать этот опыт в свою память, что позволяет ему изучить и адаптировать свою реакцию побега.
Реакция избегания может варьироваться от вида к виду. Само поведение различается в зависимости от вида, но может включать в себя методы маскировки, замирание или некоторую форму бегства (прыжки, полёты, убегание и т. д.). Индивидуальная реакция конкретного животного может варьироваться в зависимости от предыдущего опыта животного и его текущего состояния.

## Эволюционное значение
Способность выполнить эффективный манёвр спасения напрямую влияет на приспособленность животного, поскольку способность уклоняться от хищников повышает шансы животного на выживание. Животные, которые способны адаптировать свои реакции способами, отличными от представителей своего вида, демонстрируют более высокие показатели выживаемости. По этой причине индивидуальная реакция животного обычно варьируется в зависимости от времени реакции, условий окружающей среды и/или прошлого и настоящего опыта.
Лоу и Блейк утверждали реакция избегания сформировалась в результате эволюции .

## Нейробиология
То, как реакции избегания инициируются неврологически зависит от вида. Само по себе поведение сильно различается, поэтому нейробиология реакции может сильно различаться у разных видов.
Простые реакции избегания обычно представляют собой рефлекторные движения, которые быстро уводят животное от потенциальной угрозы. Эти нейронные цепи работают быстро и эффективно, быстро воспринимая сенсорные стимулы и инициируя поведение бегства через чётко определённые нейронные системы.
Сложные реакции избегания часто требуют сочетания когнитивных процессов. Это может быть связано с тем, что среда, из которой сложно сбежать, или с тем, что у животного есть несколько потенциальных способов побега. Первоначально животное должно осознать угрозу нападения хищников, но после первоначального распознавания ему, возможно, придётся быстро определить лучший путь бегства, основываясь на предыдущем опыте Это означает быструю интеграцию поступающей информации с предшествующими знаниями, а затем координацию двигательных движений, которые считаются необходимыми. Сложные реакции избегания обычно требуют более надёжной нейронной сети.
Исследователи часто вызывают реакцию избегания, чтобы проверить эффективность гормонов и/или лекарств и их связь со стрессом. Таким образом, реакция побега имеет фундаментальное значение для анатомических и фармакологических исследований.

## Роль обучения

### Привыкание
Ряд первоначально угрожающих столкновений, не приводящих к каким-либо истинным неблагоприятным последствиям для животного, может способствовать развитию привыкания. Привыкание — это стратегия адаптации, которая относится к уменьшению реакции животного на раздражитель после повторяющегося воздействия на животное того же раздражителя. Другими словами, животное учится различать изначально угрожающие ситуации и может решить не доводить до конца реакцию побега. Единого механизма, с помощью которого у вида вырабатывается привыкание к стимулу, не существует, вместо этого привыкание может возникнуть в результате интеграции опыта..

### Выученная беспомощность
Если животное не может отреагировать посредством испуга или реакции избегания, у него разовьётся выученная беспомощность в результате получения или восприятия повторяющихся угрожающих стимулов и веры в то, что эти стимулы неизбежны. Животное подчинится и не отреагирует, даже если стимулы ранее вызвали инстинктивные реакции или если животному предоставлена возможность сбежать. В этих ситуациях реакции побега не используются, поскольку животное почти забыло свои врождённые системы реагирования.
Беспомощность приобретается через привыкание, потому что мозг запрограммирован верить в отсутствие контроля. По сути, животные действуют, исходя из предположения, что у них есть свободная воля драться, бежать или замирать, а также совершать другие действия. Когда реакции бегства терпят неудачу, у них развивается беспомощность.
Распространённым теоретическим примером выученной беспомощности является слон, которого дрессируют люди, которые заставляют слона поверить в то, что он не сможет избежать наказания. Молодых слонов приковывали цепью к небольшому столбику. По мере роста слон мог бы легко выдернуть столбик. Однако развитие выученной беспомощности удерживает слона от этого, полагая, что усилия бесполезны.
В естественных условиях выученная беспомощность чаще всего проявляется у групповых животных.

## Паническая реакция
Реакция испуга — это бессознательная реакция на внезапные или угрожающие раздражители. В дикой природе распространёнными примерами могут быть резкие звуки или быстрые движения. Этот рефлекс вызывает изменение позы тела, эмоционального состояния или психический сдвиг для подготовки к определённой двигательной задаче.
Halichoerus grypus, или серые тюлени, реагируют на акустические стимулы, убегая от шума. Акустический рефлекс испуга активируется только тогда, когда шум превышает восемьдесят децибел, что вызывает реакции стресса и тревоги, которые побуждают человека бежать.

### Зона побега
Зона контроля, расстояние начала побега и расстояние побега — взаимозаменяемые термины, которые обозначают расстояние, на котором не должно быть хищников и угроз, чтобы животное не пугалось.
Зона побега может быть косвенной, поскольку угроза может различаться по размеру (индивидуальная или групповая). В целом, это расстояние является мерой готовности животного идти на риск. Это отличает зону побега от личной дистанции, которую предпочитает животное, и социальной дистанции.
Применимой аналогией может быть реакция собаки. Пока зона побега велика, собака будет сохранять наблюдательную позицию, но реакции испуга не произойдёт. По мере того, как угрожающие стимулы продвигаются вперёд и уменьшают зону побега, собака будет проявлять поведение, которое переходит в реакцию испуга или избегания.

## Реакция избегания
Реакция избегания — это форма негативного подкрепления, которая усваивается посредством оперантного обусловливания. Такая реакция обычно полезна, поскольку снижает риск травм или смерти животных, а также потому, что это адаптивная реакция, которая может меняться по мере эволюции вида. Особи способны распознавать определённые виды или среды, которых следует избегать, что может позволить им увеличить расстояние побега для обеспечения безопасности.

## Примеры

### Птицы
Птицы особенно уязвимы для вмешательства человека в виде самолётов, дронов, автомобилей и др.
В эксперименте Трэвиса Л. ДеВолта и других птицы вида Molothrus ater подверглись демонстрации движения транспорта со скоростью 60-360 км/ч. км/ч. Это исследование показало, что при высокой скорости движения птицам не удавалось спастись.

### Рыбы
У рыб и земноводных реакция побега, по-видимому, вызывается клетками Маутнера, двумя гигантскими нейронами, расположенными в ромбомере 4 (ромбовидного) заднего мозга.
Обычно, столкнувшись с опасным раздражителем, рыба сокращает свои осевые мышцы, что приводит к С-образному уходу от раздражителя. Эта реакция происходит две стадии: сокращение мышц, позволяющее сделать быстрый старт (стадия 1), и последовательное контрлатеральное движение (стадия 2). Этот манёвр известен как «реакция быстрого старта» (fast-start response). Большинство рыб реагируют на внешний раздражитель (изменение давления) в течение 5-15 миллисекунд, тогда как некоторые демонстрируют более медленный ответ, занимающий до 80 миллисекунд. Хотя реакция отклоняет рыбу на небольшое расстояние, этого достаточно, чтобы уклониться от нападения хищника.
Мальки рыб Danio rerio чувствуют хищников, используя систему боковой линии. При этом, чем быстрее движется хищник, тем быстрее будет двигаться рыба.
Недавние исследования гуппи показали, что на время реакции может повлиять знакомство. Гуппи, помещённые в знакомые группы, реагировали с большей скоростью. Теория ограниченного внимания объясняет это тем,, что мозг обрабатывает ограниченную информацию, то есть чем больше задач решает мозг, тем меньше ресурсов он может предоставить для выполнения одной конкретной задачи. В результате в знакомой группе особи уделяют меньше внимания поведению соседей и больше — поведению хищников.

### Насекомые
Когда комнатные мухи (Musca domestica) сталкиваются с неприятным раздражителем, они быстро подпрыгивают и улетают. Недавнее исследование показывает, что реакция побега у Musca domestica контролируется парой сложных глаз. Когда один из сложных глаз был прикрыт, минимальный порог раздражения, вызывающий реакцию бегства, увеличивался. То есть реакция ухода мухи вызывается сочетанием движения и света.
Тараканы также хорошо известны своей реакцией. При этом реакцию бегства вызывает движение воздуха. Сенсорные нейроны парных церок в задней части животного посылают сообщение по вентральному нерву. Затем включается одна из двух реакций: бег (через вентральные гигантские интернейроны) или полёт (через дорсальные гигантские интернейроны).

### Млекопитающие
Млекопитающие проявляют широкий спектр реакций избегания. Наиболее распространённые реакций побега включают рефлексы отстранения, бегство и, в некоторых случаях, замирание.
У млекопитающих высшего порядка часто наблюдаются рефлексы отдёргивания. Воздействие опасности или болевого стимула (в ноцицепторно-опосредованных петлях) запускает спинномозговую рефлекторную петлю. Сенсорные рецепторы передают сигнал в позвоночник, где он быстро интегрируется интернейронами и, следовательно, эфферентный сигнал передаётся по мотонейронам. Действие мотонейронов заключается в сокращении мышц, необходимых для отвода тела или части тела от раздражителя.
У некоторых млекопитающих, таких как белки и другие грызуны, в среднем мозге имеются защитные нейронные сети, которые позволяют быстро адаптировать свою защитную стратегию Если этих животных поймать в зоне, где скрыться негде, они могут быстро изменить свою стратегию: с бегства на замирание, что позволяет животному избежать обнаружения хищником.
В 2007 году Теодор Станкович и Ричард Г. Косс изучили дистанцию начала бегства (flight initiation distance) колумбийских чернохвостых оленей. Они обнаружили, что расстояние начала бегства и скорость последнего были связаны с расстоянием, в данном случае до человека, преследовавшего оленя.

### Другие примеры
Кальмары выработали множество способов защиты от хищников, в том числе: бегство с помощью реактивного движения, демонстрации позы, выброс чернил и маскировку. Наиболее частыми реакциями являются выброс чернил и бегство с помощью реактивной струи. Капли выпускаемых чернил могут различаться по размеру и форме: более крупные капли могут отвлечь хищника, а более мелкие образуют дымовую завесу, позволяющую кальмару скрыться. Кроме того, выпущенные чернила содержат гормоны, такие как L-допа и дофамин, предупреждающие других кальмаров об опасности и блокирующие обонятельные рецепторы хищника.
Каракатица (Sepia officinalis) также хорошо известны развитым механизмом избегания. По сравнению с кальмаром, у каракатицы меньше защитных механизмов, поэтому она полагается на бегство с помощью реактивного движения и замирание. Большинство каракатиц, спасаясь от хищников, используют замирание. При этом напряжение их биоэлектрического поля сводится к минимуму, что делает их менее заметными для хищников, в основном акул.

## Перемещение
По мнению американского биолога Роба Данна эффект побега наблюдается и в случае перемещений на дальние расстояния: виды, которые бегут от своих врагов — паразитов и вредителей, неизменно выигрывают. Выгоды бегства получали виды, которые переселялись в регионы, где их враги не живут. Данн считает, что закон побега распространяется и на людей: перемещаясь по миру, Homo sapiens скрывались от своих естественных противников и неблагоприятных условий.
Глобальное потепление
Глобальное потепление может вызвать перемещение как животных, так и людей между регионами и континентами.